# Tag und Nacht (Fernsehserie)
Die Schweizer Fernsehserie Tag und Nacht war eine Sendung des Schweizer Fernsehens und wurde in 36 Folgen von September 2008 bis Mai 2009 auf SF 1 ausgestrahlt. Sie war die Nachfolgeserie der erfolgreichen TV-Soap Lüthi und Blanc. Die Serie wurde vom 9. Januar 2010 auf HD suisse wiederholt.

## Hintergrund
Die Arztserie wurde zwischen April 2008 und Oktober 2008 in Glattfelden und Zürich produziert. Als ausführende Produktionsfirma zeichnete die C-FILMS AG verantwortlich. Inhaltliche Entwicklung und Konzeptgestaltung unterlagen Katja Früh und Niklaus Schlienger. Die Drehbücher wurden von fünf Stammautoren verfasst.
Die Innenaufnahmen entstanden im gleichen Glattfeldener Studio, in dem sieben Jahre Lüthi und Blanc gedreht wurde. Die Aussenaufnahmen entstanden am Zürcher Hauptbahnhof. Das Studio konnte während der drehfreien Zeit von Zuschauern besichtigt werden.
Insgesamt wurden 36 Folgen für die erste Staffel der Arztserie produziert. Am 18. November 2008 gab das Schweizer Fernsehen bekannt, wegen der zu tiefen Einschaltquote auf die Produktion einer zweiten Staffel zu verzichten. In den Medien wurden für das bescheidene Publikumsinteresse etwa folgende Gründe genannt: falscher Sendeplatz, schlechte Tonqualität, zu wenig originelles Format.
Die restlichen Folgen wurden bis Ende 2008 jeweils freitags um 21 Uhr, ab Januar bis Ende Mai 2009 sonntags um 18:10 Uhr ausgestrahlt. Die letzten zwei Folgen wurden an den vorangehenden Donnerstagen um 20 Uhr auf HD suisse erstausgestrahlt.

## Handlung/Inhalt
Tag und Nacht erzählt vom Alltag einer Notfallstation, genannt Permanence, im Zürcher Hauptbahnhof. Im Vordergrund stehen dabei die Mitarbeiter, deren Privatleben oft die Arbeit überlagert, und die Schicksale der Menschen, die in der Station medizinische und psychologische Hilfe suchen.

## Besetzung
| Schauspieler            | Rollenname             | Funktion               | Folgen |
| ----------------------- | ---------------------- | ---------------------- | ------ |
| Helmut Förnbacher       | Dr. Walter Sternheim † | Gründer der Permanence | 1      |
| Sabina Schneebeli       | Dr. Meret Frei         | Allgemeinmedizinerin   | 1–36   |
| Leonardo Nigro          | Dr. Marco Aebi         | Kardiologe             | 1–36   |
| Andreas Matti           | Dr. André Kudelski     | Psychiater             | 1–36   |
| Heidi Maria Glössner    | Dr. Gertrud Burckhardt | Anästhesistin          | 1–36   |
| Gregory B. Waldis       | Dr. Felix Burckhardt   | Chirurg                | 2–36   |
| Christian Heller        | Dr. Lars Kampbarg      | Allgemeinmediziner     | 20–36  |
| Oliver Reinhard         | Horst Heitkamp         | Psychiatriepfleger     | 1–36   |
| Suly Röthlisberger      | Vreni Gfeller          | Pflegefachfrau         | 1–36   |
| Sarah Bühlmann          | Sophie Preisig         | Psychologiestudentin   | 1–36   |
| Martin Klaus            | Kaspar Rüegg           | Praxisassistent        | 1–36   |
| Lisa Brühlmann          | Connie Thalmann        | Praxisassistentin      | 1–36   |
| Stéphanie Berger        | Yvonne Escher          | Ex-Ehefrau von Marco   | 2–30   |
| Jennifer Mulinde-Schmid | Anna Huber             | Reinigungsfachfrau     | 2–36   |
| Max Rüdlinger           | Hansjörg Stoll         | Imbisswirt             | 1–36   |
| Peter Holliger          | Adrian Schulthess      | Verwaltungspräsident   | 2–36   |
| Murali Perumal          | Sapan                  | Ayurvedamasseur        | 8      |

## Episoden
| Nr. | Originaltitel        | Erstausstrahlung CH | Regie          | Drehbuch       |
| --- | -------------------- | ------------------- | -------------- | -------------- |
| 1   | Mitten aus dem Leben | 5. Sep. 2008        | Tobias Fueter  | Katja Früh     |
| 2   | Wilde Tochter        | 12. Sep. 2008       | Tobias Fueter  | Katja Früh     |
| 3   | Das Vermächtnis      | 19. Sep. 2008       | Tobias Fueter  | Katja Früh     |
| 4   | Die schöne Russin    | 26. Sep. 2008       | Tobias Fueter  | Daniel Howald  |
| 5   | Mann aus dem Busch   | 3. Okt. 2008        | Tobias Fueter  | Daniel Howald  |
| 6   | Belogen und betrogen | 10. Okt. 2008       | Tobias Fueter  | Daniel Howald  |
| 7   | Afrika wartet        | 17. Okt. 2008       | Sabine Boss    | Dave Tucker    |
| 8   | Letzter Einsatz      | 24. Okt. 2008       | Sabine Boss    | Petra Volpe    |
| 9   | Ausgemustert         | 31. Okt. 2008       | Sabine Boss    | Dave Tucker    |
| 10  | Gefährlicher Reflex  | 7. Nov. 2008        | Sabine Boss    | Katja Früh     |
| 11  | Neue Aussichten      | 14. Nov. 2008       | Sabine Boss    | Thomas Hess    |
| 12  | Auf Messers Schneide | 21. Nov. 2008       | Sabine Boss    | Daniel Howald  |
| 13  | Tapfere Singles      | 28. Nov. 2008       | Hans Liechti   | Daniel Howald  |
| 14  | Der Hoffnungsträger  | 5. Dez. 2008        | Hans Liechti   | Petra Volpe    |
| 15  | Nichts im Griff      | 12. Dez. 2008       | Hans Liechti   | Katja Früh     |
| 16  | Licht ins Dunkel     | 19. Dez. 2008       | Hans Liechti   | Petra Volpe    |
| 17  | Gottvertrauen        | 4. Jan. 2009        | Hans Liechti   | Felix Benesch  |
| 18  | In Flagranti         | 11. Jan. 2009       | Hans Liechti   | Petra Volpe    |
| 19  | Narren der Liebe     | 18. Jan. 2009       | Sören Senn     | Felix Benesch  |
| 20  | Der Neue             | 25. Jan. 2009       | Sören Senn     | Dave Tucker    |
| 21  | Der verlorene Sohn   | 1. Feb. 2009        | Sören Senn     | Katja Früh     |
| 22  | Gefährliche Therapie | 15. Feb. 2009       | Sören Senn     | Katja Früh     |
| 23  | Monster im Bauch     | 22. Feb. 2009       | Sören Senn     | Dave Tucker    |
| 24  | Flucht nach vorn     | 1. März 2009        | Sören Senn     | Daniel Howald  |
| 25  | Wer zu spät kommt    | 8. März 2009        | Chris Niemeyer | Christa Capaul |
| 26  | Tödliche Sehnsucht   | 15. März 2009       | Chris Niemeyer | Dave Tucker    |
| 27  | Unter Beschuss       | 22. März 2009       | Chris Niemeyer | Christa Capaul |
| 28  | Der falsche Freund   | 29. März 2009       | Chris Niemeyer | Daniel Howald  |
| 29  | Seitensprung         | 5. Apr. 2009        | Chris Niemeyer | Daniel Howald  |
| 30  | Schwesterherz        | 12. Apr. 2009       | Chris Niemeyer | Claudia Pütz   |
| 31  | Väter und Söhne      | 19. Apr. 2009       | Bernard Weber  | Christa Capaul |
| 32  | Mailand einfach      | 26. Apr. 2009       | Bernard Weber  | Felix Benesch  |
| 33  | Zeit der Rache       | 3. Mai 2009         | Bernard Weber  | Dave Tucker    |
| 34  | Geteiltes Leid       | 10. Mai 2009        | Bernard Weber  | Marcel Gisler  |
| 35  | Heimatlos            | 21. Mai 2009        | Bernard Weber  | Daniel Howald  |
| 36  | Einsamer Entscheid   | 28. Mai 2009        | Bernard Weber  | Daniel Howald  |

## DVD-Veröffentlichung
Die Staffel erschien in drei Teilen bei Praesens-Film auf DVD:
- Folgen 01–12: 21. November 2008
- Folgen 13–24: 17. März 2009
- Folgen 25–36: 22. Juli 2009